# Passo di Pietra Spada
Il passo di Pietra Spada (1.353 m) è un valico che si trova nelle Serre Calabresi fra i comuni di Serra San Bruno e Pazzano.

## Etimologia
Il nome si riferisce a cumuli di granito che si trovano nei boschi della zona.

## Eventi sportivi
Il 13 maggio 2008, il passo di Pietra Spada è stato attraversato dalla 4ª tappa del 91º Giro d'Italia di ciclismo Pizzo Calabro-Catanzaro Lido, infatti dopo la salita del colle d'Arena, i corridori hanno affrontato questo valico.